# Lebăda amenințată
Lebăda amenințătoare (în neerlandeză De bedreigde zwaan) este o pictură în ulei a unei lebede de vară, realizată în jurul anului 1650 de pictorul olandez Jan Asselijn. Lucrarea se află în colecția Rijksmuseum din Amsterdam în Olanda.
Pictura în ulei pe pânză are o înălțime de 144 centimetri și o lățime de 171 centimetri. Subiectul picturii este o lebădă desenată în mărime naturală (Cygnus olor) care își apără cuibul împotriva unui câine. În colțul din dreapta jos, pictura este semnată cu monograma „A”.
Până în 1800, când a fost achiziționată, pictura a fost interpretată ca o alegorie politică a marelui pensionar (cea mai înaltă funcție din Olanda, principala provincie a Provinciilor Unite), Johan de Witt, protejând țara de dușmanii săi. Trei inscripții au fost adăugate: cuvintele „de raad-pensionaris” (marele pensionar) între picioarele lebedelor, cuvintele „de viand van de staat”" (inamicul statului) deasupra capului câinelui din stânga și numele „Olanda (regiune)” pe oul din dreapta.
În anii 1790, această pictură se afla în colecția lui Jan Gildemeester și a fost inclusă în catalogul de picturi din 1800 (aranjat în ordine alfabetică de către artist) produs pentru vânzarea proprietății sale, deși nu a fost inclus în pictura din 1794 a lui Adriaan de Lelie cunoscută sub numele de Galeria de artă a lui Jan Gildemeester Jansz. Catalogul afirmă că este o „alegorie a Raadpensionaris de Witt”. Pictura a fost achiziționată de comerciantul de artă Cornelis Sebille Roos pentru 100 de guldeni pentru Nationale Konst-Gallery din Haga, în numele directorului Alexander Gogel. Este documentată ca fiind prima achiziție a instituției respective.
S-a speculat că textul alb care a fost pictat pe tablou era făcut în timpul Witten-Oorlog. Pictura a fost achiziționată pentru Nationale Konst-Gallery din Haga în 1800 pe baza referinței sale alegorice, dar abia ulterior vizitatorii au arătat că pictorul a murit cu mult înainte de uciderea fraților De Witt.